# Gujana na Mistrzostwach Świata w Lekkoatletyce 2019
Gujana na Mistrzostwach Świata w Lekkoatletyce 2019 – reprezentacja Gujany podczas mistrzostw świata w Doha liczyła 2 zawodników i 1 zawodniczkę.

## Skład reprezentacji

### Mężczyźni
| Zawodnik      | Konkurencja   | Eliminacje | Eliminacje | Półfinał | Półfinał | Finał | Finał   | Źródło |
| Zawodnik      | Konkurencja   | Wynik      | Pozycja    | Wynik    | Pozycja  | Wynik | Pozycja | Źródło |
| ------------- | ------------- | ---------- | ---------- | -------- | -------- | ----- | ------- | ------ |
| Quamel Prince | bieg na 800 m | 1:48,41    | 36.        | NQ       | NQ       | NQ    | NQ      | [ 1 ]  |

| Zawodnik          | Konkurencja | Kwalifikacje | Kwalifikacje | Finał | Finał   | Źródło |
| Zawodnik          | Konkurencja | Wynik        | Pozycja      | Wynik | Pozycja | Źródło |
| ----------------- | ----------- | ------------ | ------------ | ----- | ------- | ------ |
| Emanuel Archibald | skok w dal  | 7,56         | 23.          | NQ    | NQ      | [ 2 ]  |

### Kobiety
| Zawodniczka   | Konkurencja   | Eliminacje | Eliminacje | Półfinał | Półfinał | Finał | Finał   | Źródło      |
| Zawodniczka   | Konkurencja   | Wynik      | Pozycja    | Wynik    | Pozycja  | Wynik | Pozycja | Źródło      |
| ------------- | ------------- | ---------- | ---------- | -------- | -------- | ----- | ------- | ----------- |
| Aliyah Abrams | bieg na 400 m | 51,73      | 17. q      | 51,71    | 16.      | NQ    | NQ      | [ 3 ] [ 4 ] |